# Женская сборная Казахстана по регби-7
Женская сборная Казахстана по регби — национальная команда, представляющая Казахстан на международных соревнованиях по регби-7. Чемпионка Летних Азиатских игр 2010 года, бронзовый призёр Игр 2014 и 2018 годов. Регулярный участник чемпионата Азии по регби-7, семикратная чемпионка Азии (2000, 2001, 2002, 2003, 2004, 2005, 2007).

## Статистика выступлений

### Летние Азиатские игры
| Год  | Место | Игры | Победы | Ничьи | Поражения |
| ---- | ----- | ---- | ------ | ----- | --------- |
| 2010 | 1     | 6    | 6      | 0     | 0         |
| 2014 | 3     | 6    | 4      | 0     | 2         |
| 2018 | 3     | 6    | 4      | 0     | 2         |

## Составы

### Летние Азиатские игры 2010
Заявка на Летние Азиатские игры 2010.
- Ольга Куманикина
- Ирина Радзивил
- Амина Баратова
- Олеся Теряева
- Ольга Сазонова
- Нигора Нурматова
- Марианна Балашова
- Анна Яковлева
- Светлана Ключникова[англ.]
- Людмила Шерер
- Ирина Амосова
- Ирина Адлер

### Летние Азиатские игры 2014
Заявка на Летние Азиатские игры 2014.
- Вероника Степанюга
- Елена Евдокимова
- Оксана Шадрина
- Людмила Сапронова
- Амина Баратова
- Марианна Балашова
- Кундызай Бактыбаева
- Анна Яковлева
- Сымбат Жаманкулова
- Светлана Ключникова[англ.]
- Лилия Базярук
- Нигора Нурматова

### Летние Азиатские игры 2018
Заявка на Летние Азиатские игры 2018.
Главный тренер Валерий Попов
- Вероника Степанюга
- Нигора Нурматова
- Карина Проскурина
- Ева Беккер
- Влада Однолеток
- Олеся Теряева
- Кундызай Бактыбаева
- Анна Яковлева
- Светлана Ключникова[англ.]
- Балжан Койшыбаева
- Дарья Ткачёва
- Людмила Коротких

### Отбор на летние Олимпийские игры 2020
Заявка на финальный этап (репечаж) отбора в Монако 19—20 июня 2021 года.
Главный тренер Анна Яковлева
- Диана Абишева
- Алина Аскерова
- Мария Гришина
- Дайана Казибекова
- Балжан Койшыбаева
- Галина Красавина
- Нигора Нурматова
- Влада Однолеток
- Вероника Степанюга
- Дарья Ткачёва
- Людмила Шерер
- Кундызай Бактыбаева